# Río Seco (periodiskt vattendrag i Chile, Región de Arica y Parinacota)
Río Seco är ett periodiskt vattendrag i Chile.   Det ligger i regionen Región de Arica y Parinacota, i den norra delen av landet, 1 700 km norr om huvudstaden Santiago de Chile.
Omgivningarna runt Río Seco är i huvudsak ett öppet busklandskap. Trakten runt Río Seco är nära nog obefolkad, med mindre än två invånare per kvadratkilometer.